# Nagórnik (województwo dolnośląskie)
Nagórnik – wieś w Polsce położona w województwie dolnośląskim, w powiecie kamiennogórskim, w gminie Marciszów.

## Podział administracyjny
W latach 1975–1998 miejscowość położona była w województwie jeleniogórskim.

## Demografia
Jest najmniejszą miejscowością gminy Marciszów. Według Narodowego Spisu Powszechnego posiadał 78 mieszkańców (III 2011 r.)

## Historia
Nagórnik jest starą wsią, która istniała już na początku XIV w. Później wieś weszła w obręb dóbr zamku w Bolkowie, a następnie została odkupiona przez klasztor w Krzeszowie.

## Zabytki
- murowana kapliczka słupowa z XIX w., stoi przy skrzyżowaniu dróg w górnej części wsi.